# Лаймутіс Адомайтіс
Лаймутіс Адомайтіс (лит. Laimutis Adomaitis; нар. 7 вересня 1986) — литовський борець греко-римського стилю, бронзовий призер чемпіонату Європи.

## Життєпис
Боротьбою почав займатися з 1997 року. Був срібним призером чемпіонату Європи 2003 року серед кадетів. Виступав за борцівський клуб «LOSC» з Вільнюса. У 2012 був запрошений до німецького клубу «SV Wacker» з Бургхаузена на заміну члену збірної Німеччини Євгену Пономарчуку, що отримав травму.

## Спортивні результати на міжнародних змаганнях

### Виступи на Чемпіонатах світу
| Змагання                        | Збірна | Вагова категорія                 | Місце |
| ------------------------------- | ------ | -------------------------------- | ----- |
| Чемпіонат світу з боротьби 2006 | Литва  | греко-римська боротьба, до 84 кг | 10    |
| Чемпіонат світу з боротьби 2007 | Литва  | греко-римська боротьба, до 84 кг | 32    |
| Чемпіонат світу з боротьби 2010 | Литва  | греко-римська боротьба, до 84 кг | 10    |
| Чемпіонат світу з боротьби 2011 | Литва  | греко-римська боротьба, до 84 кг | 19    |
| Чемпіонат світу з боротьби 2013 | Литва  | греко-римська боротьба, до 84 кг | 19    |
| Чемпіонат світу з боротьби 2014 | Литва  | греко-римська боротьба, до 85 кг | 13    |

### Виступи на Чемпіонатах Європи
| Змагання                         | Збірна | Вагова категорія                 | Місце  |
| -------------------------------- | ------ | -------------------------------- | ------ |
| Чемпіонат Європи з боротьби 2004 | Литва  | греко-римська боротьба, до 74 кг | 23     |
| Чемпіонат Європи з боротьби 2005 | Литва  | греко-римська боротьба, до 84 кг | Бронза |
| Чемпіонат Європи з боротьби 2006 | Литва  | греко-римська боротьба, до 84 кг | 13     |
| Чемпіонат Європи з боротьби 2010 | Литва  | греко-римська боротьба, до 84 кг | 14     |
| Чемпіонат Європи з боротьби 2011 | Литва  | греко-римська боротьба, до 84 кг | 17     |
| Чемпіонат Європи з боротьби 2012 | Литва  | греко-римська боротьба, до 84 кг | 5      |
| Чемпіонат Європи з боротьби 2014 | Литва  | греко-римська боротьба, до 85 кг | 8      |
| Чемпіонат Європи з боротьби 2016 | Литва  | греко-римська боротьба, до 85 кг | 5      |

### Виступи на інших змаганнях
| Змагання                                                         | Збірна | Вагова категорія                 | Місце  |
| ---------------------------------------------------------------- | ------ | -------------------------------- | ------ |
| Олімпійський кваліфікаційний турнір з боротьби 2004 (Ташкент)    | Литва  | греко-римська боротьба, до 74 кг | 12     |
| Чемпіонат світу з боротьби серед військовослужбовців 2005        | Литва  | греко-римська боротьба, до 84 кг | Бронза |
| Чемпіонат світу з боротьби серед студентів 2006                  | Литва  | греко-римська боротьба, до 84 кг | Бронза |
| Всесвітні ігри військовослужбовців 2007                          | Литва  | греко-римська боротьба, до 60 кг | Бронза |
| Олімпійський кваліфікаційний турнір з боротьби 2008 (Роме-Остія) | Литва  | греко-римська боротьба, до 84 кг | 20     |
| Олімпійський кваліфікаційний турнір з боротьби 2008 (Новий Сад)  | Литва  | греко-римська боротьба, до 84 кг | Бронза |
| Гран-прі Німеччини з боротьби 2010                               | Литва  | греко-римська боротьба, до 84 кг | 5      |
| Чемпіонат світу з боротьби серед військовослужбовців 2010        | Литва  | греко-римська боротьба, до 84 кг | 5      |
| Кубок Владислава Питласинські 2011                               | Литва  | греко-римська боротьба, до 84 кг | 19     |
| Меморіал Олега Караваєва 2011                                    | Литва  | греко-римська боротьба, до 84 кг | 9      |
| Тестовий турнір FILA 2011                                        | Литва  | греко-римська боротьба, до 84 кг | 5      |
| Турнір Германа Каре 2012                                         | Литва  | греко-римська боротьба, до 84 кг | Бронза |
| Турнір Дана Колова — Николи Петрова 2012                         | Литва  | греко-римська боротьба, до 84 кг | 5      |
| Олімпійський кваліфікаційний турнір з боротьби 2012 (Софія)      | Литва  | греко-римська боротьба, до 84 кг | 15     |
| Олімпійський кваліфікаційний турнір з боротьби 2012 (Тайюань)    | Литва  | греко-римська боротьба, до 84 кг |        |
| Кубок Якоба Курбі 2013                                           | Литва  | греко-римська боротьба, до 84 кг | Бронза |
| Гран-прі Німеччини з боротьби 2013                               | Литва  | греко-римська боротьба, до 84 кг | 8      |
| Меморіал Олега Караваєва 2013                                    | Литва  | греко-римська боротьба, до 96 кг | 8      |
| Турнір Германа Каре 2014                                         | Литва  | греко-римська боротьба, до 85 кг | Золото |
| Турнір Вехбі Емре 2014                                           | Литва  | греко-римська боротьба, до 85 кг | 12     |
| Золотий Гран-прі з боротьби 2014 (Париж)                         | Литва  | греко-римська боротьба, до 85 кг | Срібло |
| Золотий Гран-прі з боротьби 2014 (Сомбатгей)                     | Литва  | греко-римська боротьба, до 85 кг | 10     |
| Відкритий чемпіонат Стокгольма з боротьби 2014                   | Литва  | греко-римська боротьба, до 85 кг | 5      |
| Золотий Гран-прі з боротьби 2014 (Баку)                          | Литва  | греко-римська боротьба, до 85 кг | 5      |
| Чемпіонат світу з боротьби серед військовослужбовців 2014        | Литва  | греко-римська боротьба, до 85 кг | Бронза |
| Турнір Вехбі Емре і Гаміта Каплана 2015                          | Литва  | греко-римська боротьба, до 85 кг | 10     |
| Кубок Владислава Пітласинські 2015                               | Литва  | греко-римська боротьба, до 85 кг | 32     |
| Всесвітні ігри військовослужбовців 2015                          | Литва  | греко-римська боротьба, до 85 кг | Бронза |
| Гран-прі Угорщини з боротьби 2016                                | Литва  | греко-римська боротьба, до 85 кг | 12     |
| Олімпійський кваліфікаційний турнір з боротьби 2016 (Зренянин)   | Литва  | греко-римська боротьба, до 85 кг | 16     |
| Олімпійський кваліфікаційний турнір з боротьби 2016 (Стамбул)    | Литва  | греко-римська боротьба, до 85 кг | Бронза |

### Виступи на змаганнях молодших вікових груп
| Змагання                                       | Збірна | Вагова категорія                 | Місце  |
| ---------------------------------------------- | ------ | -------------------------------- | ------ |
| Чемпіонат Європи з боротьби серед юніорів 2004 | Литва  | греко-римська боротьба, до 74 кг | 7      |
| Чемпіонат світу з боротьби серед юніорів 2005  | Литва  | греко-римська боротьба, до 84 кг | 22     |
| Чемпіонат Європи з боротьби серед юніорів 2006 | Литва  | греко-римська боротьба, до 84 кг | 8      |
| Чемпіонат світу з боротьби серед юніорів 2006  | Литва  | греко-римська боротьба, до 84 кг | 10     |
| Чемпіонат Європи з боротьби серед кадетів 2002 | Литва  | греко-римська боротьба, до 69 кг | 14     |
| Чемпіонат Європи з боротьби серед кадетів 2003 | Литва  | греко-римська боротьба, до 76 кг | Срібло |